# رئيس البلاط الملكي
رئيس البلاط الملكي هو رئيس البلاط الملكي لملك دنيوي أو ديني.

## البلاط الهولندي
في البلاط الملكي الهولندي الخروت ميستر هو المسؤول عن إدارة الأسرة الملكية وهو رئيس البلاط الملكي. على هذا النحو كان رئيساً على جميع موظفي البلاط الملكي. وينظم الزيارات الرسمية الخارجية ويقيم اتصالات مع ممثلي الدول الأجنبية.